# Réserve Peyrieras
Die Réserve Peyrieras (auch bekannt als Peyrieras Reptile Reserve, Madagascar Exotic, Peyrieras Butterfly Farm, Peyrieras Nature Farm oder Mandraka Reptile Farm) ist eine kleine private Réserve naturelle in Madagaskar bei Marozevo, an der Route National N2 75 km östlich von Antananarivo zwischen den Orten Manjakandriana und Moramanga gelegen.
Die Réserve ist ein beliebter Zwischenhalt für Touristen auf dem Wege zum Parc national d'Andasibe-Mantadia.
Die Farm wurde durch den französischen Insektenkundler und Naturkundler André Peyriéras (* 1927) gegründet.
In der Réserve findet sich eine Sammlung zahlreicher Reptilien, Amphibien, Krokodile und Schmetterlinge.
Im angrenzenden Waldgebiet kann man an Menschen gewöhnte Larvensifaka und Braune Maki aus der Nähe fotografieren, ebenso Coquerel-Sifaka bei der Fütterung.
Die Tiere sind teilweise in begehbaren Käfigen zu besichtigen oder werden vom obligatorischen Guide aus ihren Käfigen herausgeholt und vorgeführt.

## Artenliste
Diese Aufzählung wird naturgemäß unvollständig sein. Hier ist Ergänzung willkommen.
Folgende Arten sind vor Ort dokumentiert worden:
- Chamäleons
  - Brookesia superciliaris
  - Teppichchamäleon
  - Calumma gallus
  - Brookesia tristis
  - Calumma nasutum
  - Riesenchamäleon
  - Pantherchamäleon
  - Parsons Chamäleon
  - Calumma gastrotaenia
  - Brookesia minima
  - Furcifer antimena
  - Furcifer willsii
  - Calumma malthe
  - Furcifer campani
  - Furcifer verrucosus
- Froschlurche
  - Mantella milotympanum
  - Mantella madagascariensis
  - Goldfröschchen
  - Roter Tomatenfrosch
- Reptilien
  - Trachylepis elegans
  - Oplurus cuvieri
  - Uroplatus lineatus
  - Asiatischer Hausgecko
  - Uroplatus sikorae
  - Uroplatus fimbriatus
  - Uroplatus ebenaui
- Schmetterlinge
  - Afrikanischer Schwalbenschwanz Papilio dardanus cenea
  - Precis andremiaja
- Insekten
  - Feuerlibelle Crocothemis erythraea
  - Gespenstschrecken
- Schlangen
  - Langaha madagascariensis
  - Madagaskar-Hundskopfboa Sanzinia madagascariensis
- Sonstige
  - Großer Tenrek
  - Aphistogoniulus
  - Roter Flughund
  - Nilkrokodil